# Zadní Ves
Zadní Ves (německy Hinterdorf bei Karlsthal) je vesnice, která je částí obce Karlovice v okrese Bruntál. Nachází se na severozápadě Karlovic.
Zadní Ves leží v katastrálním území Karlovice ve Slezsku o výměře 15,3 km2.

## Vývoj počtu obyvatel
Počet obyvatel Zadní Vsi podle sčítání nebo jiných úředních záznamů:

| Rok            | 1890 | 1900 | 1910 | 1930 | 1970 | 1980 | 1991 | 2001 |
| -------------- | ---- | ---- | ---- | ---- | ---- | ---- | ---- | ---- |
| Počet obyvatel | 529  | 497  | 465  | 478  | 217  | 160  | 105  | 121  |

V Zadní Vsi je evidováno 110 adres : 69 čísel popisných (trvalé objekty) a 41 čísel evidenčních (dočasné či rekreační objekty). Při sčítání lidu roku 2001 zde bylo napočteno 44 domů, z toho 40 trvale obydlených.

## Galerie

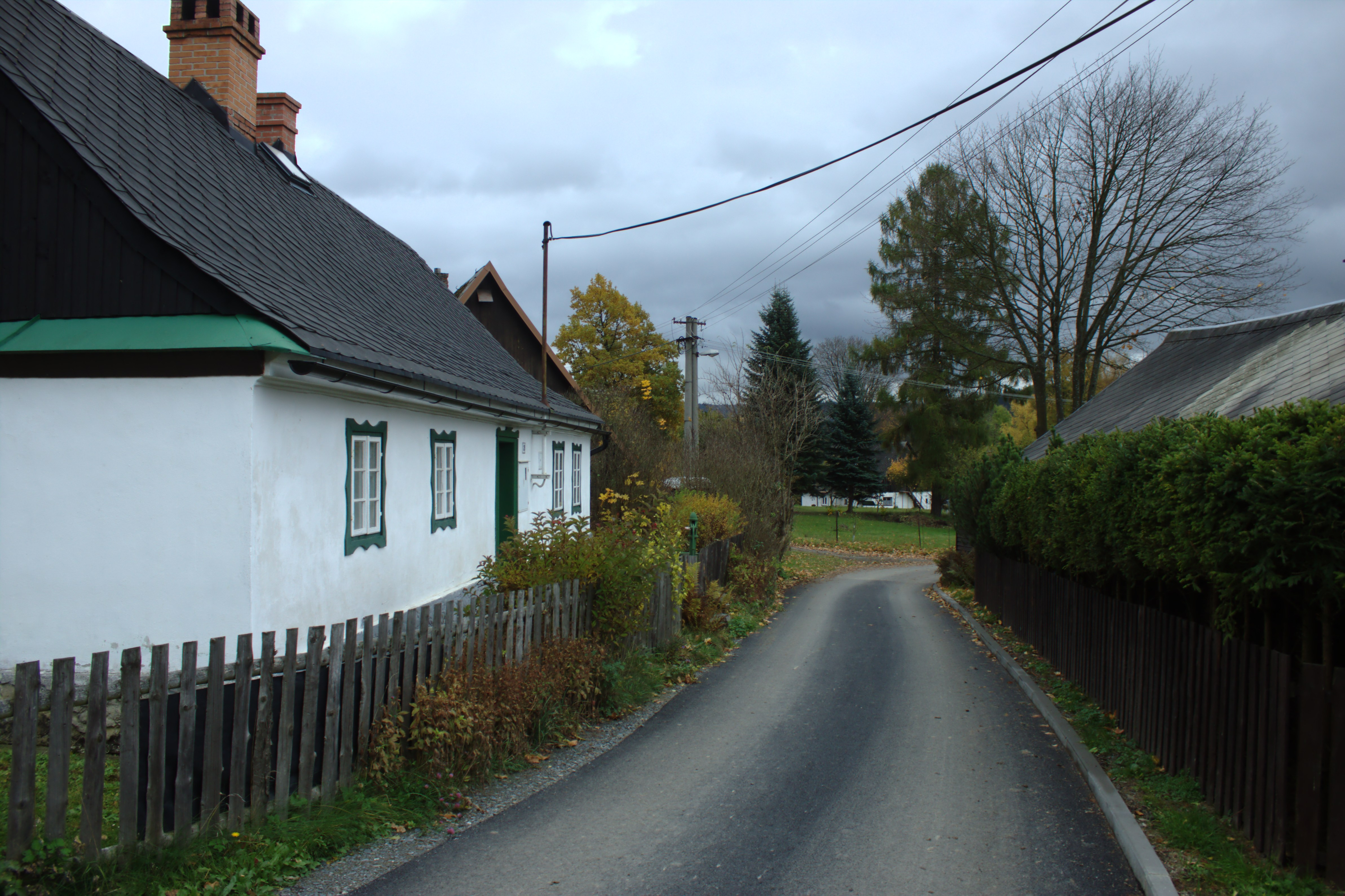
Silnice mezi domy
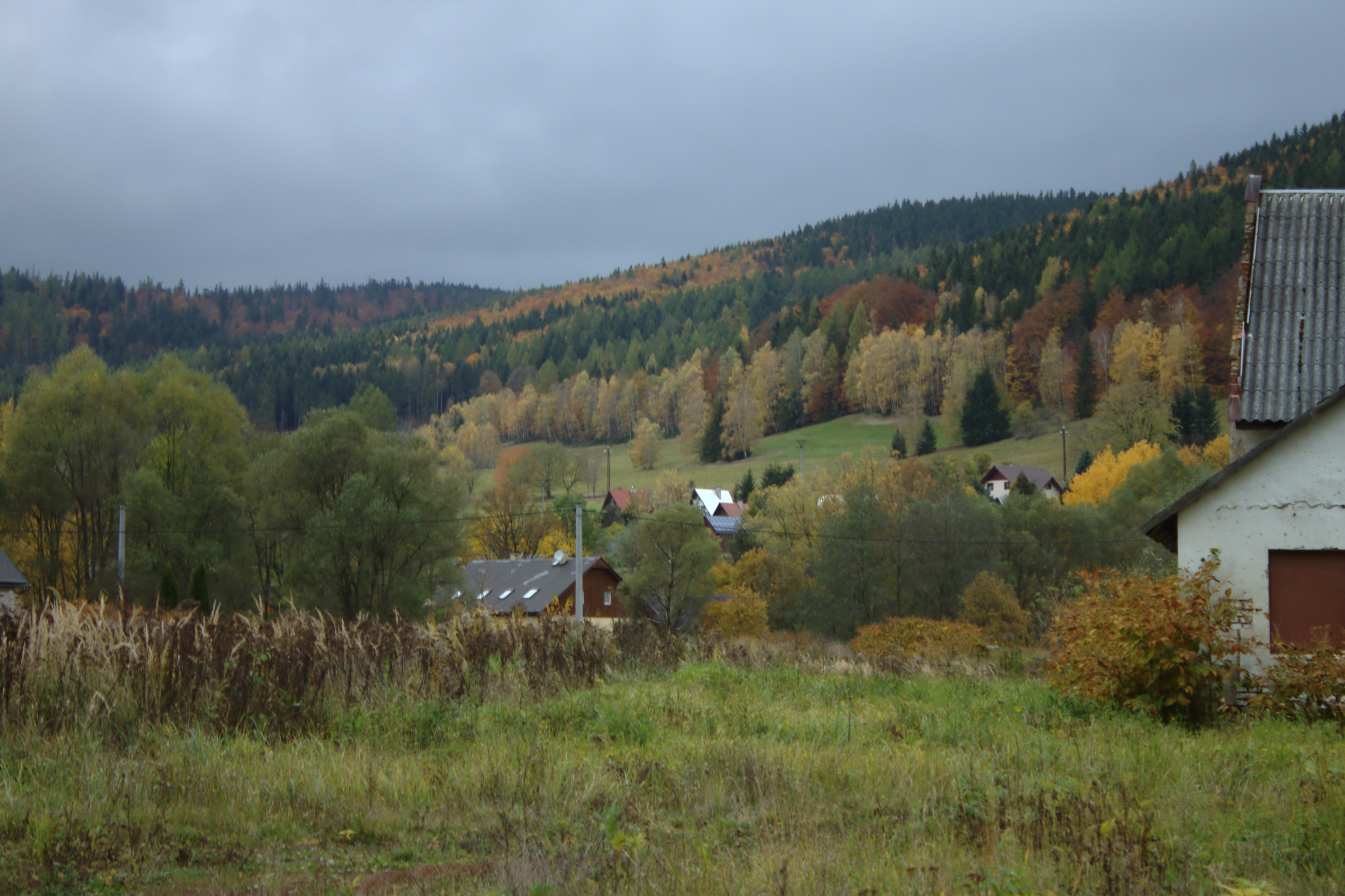
Lesy v okolí
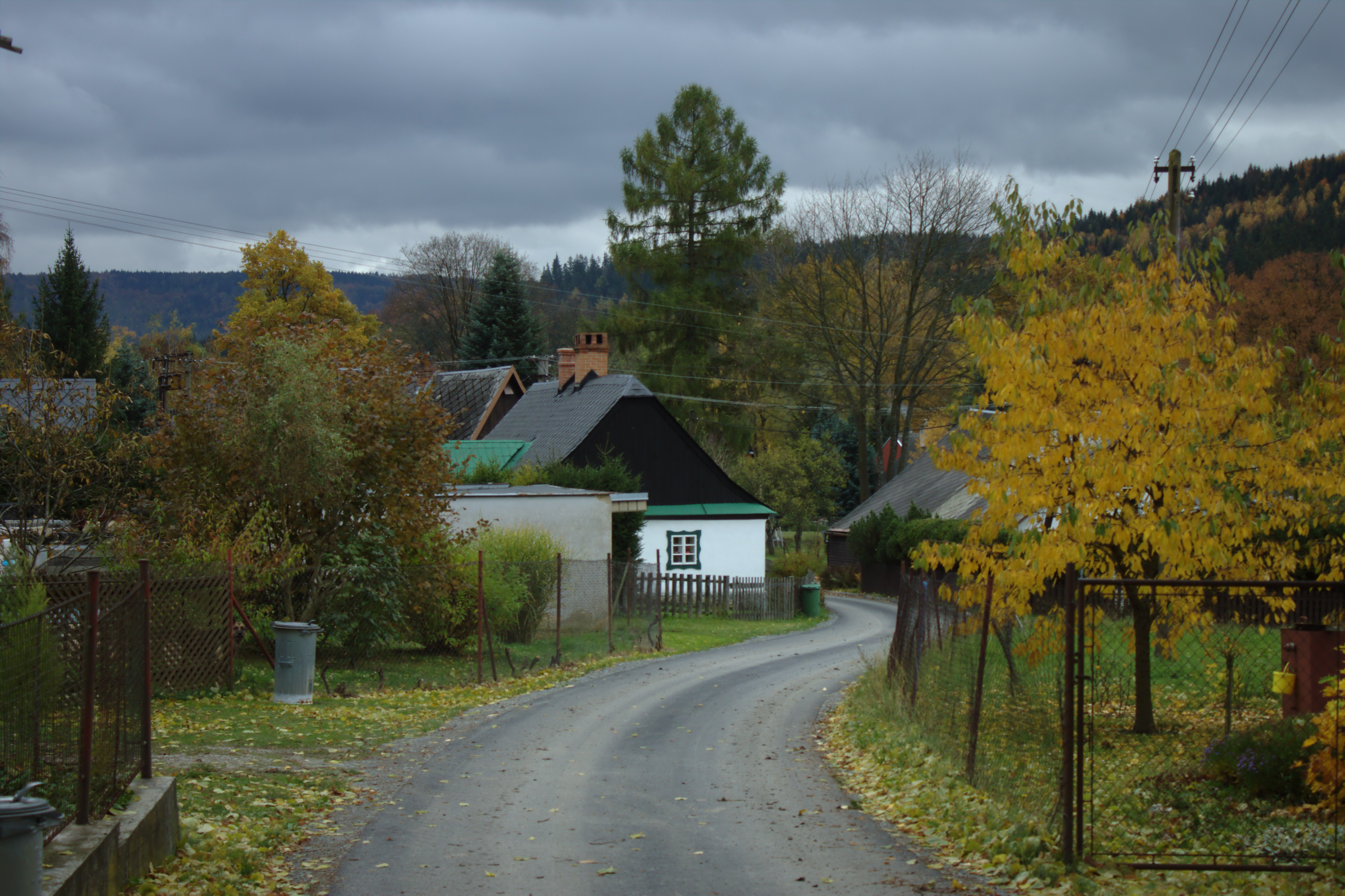
Domy